# Svartryggig strömvapenfluga
Svartryggig strömvapenfluga (Oxycera pygmaea) är en tvåvingeart som först beskrevs av Fallen 1817.  Svartryggig strömvapenfluga ingår i släktet Oxycera och familjen vapenflugor. Enligt den svenska rödlistan är arten sårbar i Sverige. Arten förekommer i Götaland, Gotland, Öland och Nedre Norrland. Artens livsmiljö är våtmarker, sjöar och vattendrag. Inga underarter finns listade i Catalogue of Life.